# RKBニュースワイド
『RKBニュースワイド』（アールケービーニュースワイド）は、1975年3月31日から2003年6月27日までRKBテレビが夕方に放送していたローカルワイドニュース番組である。協力：毎日新聞。

## 概要
福岡県のテレビ局で初の大型ニュース番組で、一時期は月曜から土曜だけではなく、日曜にも30分間の枠を取って放送されていた（RKB以外では、RKBと同じくJNNに属する中部日本放送（現：CBCテレビ）の『CBCニュースワイド』と東北放送（TBCテレビ）の『TBCニュースワイド』と宮崎放送（MRTテレビ）の『MRTニュースワイド』のみ）。『夕方放送局 今日もやっぱり基樹です』に内包されていた時期もある。
番組は週7日間の帯で放送されていたが、後に平日のみの放送へと移行。土曜・日曜の放送からは撤退し、10分間のニュース番組『RKBニュースポート』へと移行した。同番組のオープニングテーマは、『ニュースワイド』が1999年に使用していたテーマ曲である。
そして2003年6月、番組は平日の放送も終了し、28年3か月間の歴史に幕を閉じた。その後、この番組が放送されていた枠と『夕方どんどん』を統合した『今日感テレビ』がスタートした。

## 歴代キャスター
| 期間      | 期間       | キャスター | キャスター          | キャスター                    | キャスター                    |
| 期間      | 期間       | 平日       | 平日                | 土曜                          | 土曜                          |
| --------- | ---------- | ---------- | ------------------- | ----------------------------- | ----------------------------- |
| 1975.3.31 | 1983.6.24  | 三善英毅   | 三善英毅            | 『RKBヘッドライン』           | 『RKBヘッドライン』           |
| 1983.6.27 | 1985.7.13  | 三善英毅   | 三善英毅            | 東真人                        |                               |
| 1985.7.15 | 1986.3.1   | 中村靖     | 納富昌子            | 東真人                        |                               |
| 1986.3.3  | 1986.12.31 | 中村靖     | 納富昌子            | 東真人                        | 松村啓子                      |
| 1987.1.1  | 1988.3.26  | 中村靖     | 納富昌子            | 渡邊眞                        | 松村啓子                      |
| 1988.3.28 | 1989.10.1  | 中村靖     | 納富昌子            | 山本智子                      | 渡邊眞                        |
| 1989.10.2 | 1991.3.31  | 中村靖     | 納富昌子            | 渡邊眞                        | 下田文代                      |
| 1991.4.1  | 1992.3.29  | 中村靖     | 下田文代            | 納富昌子                      | 納富昌子                      |
| 1992.3.30 | 1993.10.1  | 中村靖     | 下田文代            | 『RKBニュースポート』（週末） | 『RKBニュースポート』（週末） |
| 1993.10.4 | 1994.4.1   | 松田英紀   | 服部義夫 田中みずき | 『RKBニュースポート』（週末） | 『RKBニュースポート』（週末） |
| 1994.4.4  | 1994.9.30  | 松田英紀   |                     | 『RKBニュースポート』（週末） | 『RKBニュースポート』（週末） |
| 1994.10.3 | 1995.9.29  | 納富昌子   |                     | 『RKBニュースポート』（週末） | 『RKBニュースポート』（週末） |
| 1995.10.2 | 1997.9.26  | 納富昌子   | 坂田周大            | 『RKBニュースポート』（週末） | 『RKBニュースポート』（週末） |
| 1997.9.29 | 1998.8.28  | 納富昌子   | 櫛山道太            | 『RKBニュースポート』（週末） | 『RKBニュースポート』（週末） |
| 1998.8.31 | 2000.3.31  | 納富昌子   | 坂田周大            | 『RKBニュースポート』（週末） | 『RKBニュースポート』（週末） |
| 2000.4.3  | 2003.6.27  | 下田文代   | 坂田周大            | 『RKBニュースポート』（週末） | 『RKBニュースポート』（週末） |

## 天気キャスター
- 入江裕美、森田美智子、手塚玲子、百済英子、綾戸美鶴、野川真理、山下奈緒美、山中多恵美、龍山康朗。

## 備考
この番組の天気予報で流れていたBGMは、現在NHKラジオ第1放送の『ラジオ深夜便』で深夜1時前に放送されている世界の天気で使われている。